# Hauteville (Savoie)
Hauteville is een gemeente in het Franse departement Savoie (regio Auvergne-Rhône-Alpes) en telt 233 inwoners (1999). De plaats maakt deel uit van het arrondissement Chambéry.

## Geografie
De oppervlakte van Hauteville bedraagt 2,5 km², de bevolkingsdichtheid is 93,2 inwoners per km².
De onderstaande kaart toont de ligging van Hauteville (Savoie) met de belangrijkste infrastructuur en aangrenzende gemeenten.

## Demografie
Onderstaande figuur toont het verloop van het inwonertal (bron: INSEE-tellingen).